# Igor Medved
Pour les articles homonymes, voir Medved.
Igor Medved (né le 9 mars 1981) est un sauteur à ski slovène.

## Palmarès

### Championnats du monde
| Épreuve / Édition | Épreuve / Édition | Lahti 2001 |
| Petit Tremplin    | Petit Tremplin    | 31e        |
| Grand Tremplin    | Grand Tremplin    | 32e        |
| Par Equipes       | PT                | 6e         |
| Par Equipes       | GT                | 5e         |

### Championnats du monde de vol à ski
| Épreuve / Édition | Harrachov 2002 |
| Individuel        | 20e            |

### Coupe du monde
- Meilleur classement final: 24e en 2001.
- Meilleur résultat: 3e.